# ضربه‌های جمجمه و مغز
ضربه‌های جمجمه و مغز کتابی به نویسندگی یعقوب ترسلی و ویراستاری کتایون ستوده‌است که در سال ۱۳۹۶ توسط نشر ختن به زبان فارسی منتشر شد. این کتاب در زمینه پزشکی بوده و در زمستان ۱۳۹۵ در فهرست نامزدهای دریافت جایزه کتاب سال قرار گرفت.
کتاب ضربه‌های جمجمه و مغز به عنوان یکی از برگزیدگان سی و پنجمین دوره کتاب سال ایران انتخاب شد.

## جوایز
- کتاب برگزیده سال ۱۳۹۶[۱]